# Hrabstwo Wetzel
Hrabstwo Wetzel (ang. Wetzel County) – hrabstwo w stanie Wirginia Zachodnia w Stanach Zjednoczonych. Obszar całkowity hrabstwa obejmuje powierzchnię 361,37 mil² (935,94 km²). Według szacunków United States Census Bureau w roku 2010 miało 16 583 mieszkańców.
Hrabstwo powstało w 1846 roku. 

## Miasta
- Hundred
- New Martinsville
- Pine Grove
- Smithfield[4]

## CDP
- Jacksonburg
- Littleton
- Reader[4]

| Populacja hrabstwa w poprzednich latach | Populacja hrabstwa w poprzednich latach |
| Rok                                     | Liczba ludności                         |
| --------------------------------------- | --------------------------------------- |
| 1980                                    | 21 908                                  |
| 1990                                    | 19 258                                  |
| 2000                                    | 17 693                                  |
| 2010                                    | 16 583                                  |